# Боздугановска кория
Боздугановска кория е защитена местност в България. Намира се в землището на село Боздуганово, област Стара Загора.
Защитената местност е с площ 310,8 ha. Обявена е на 20 август 1975 г. с цел опазване на стара равнинна широколистна гора.
В защитената местност се забраняват:
- извеждането на сечи, освен санитарни и ландшафтни с оглед подобряване санитарното и ландшафтното състояние на обекта. Стопанисването да се извършва съгласно устройствения проект с максимално запазване на природната обстановка;
- пашата на добитък през всяко време;
- откриване на кариери, къртенето на камъни, ваденето на пясък и на други инертни материали, изхвърлянето на сгурия и на промишлени отпадъци, както и всякакви действия, чрез които се нарушава или загрозява природната обстановка в тях.[1]